# Elfriede Kehrer
Elfriede Kehrer (* 10. Januar 1948 in Linz) ist eine österreichische Lyrikerin.

## Leben
Elfriede Kehrer studierte Bildhauerei und Kunsterziehung in Wien. 2003 wurde sie mit dem Feldkircher Lyrikpreis ausgezeichnet. Die Autorin ist mit dem Bildhauer Franz Kehrer verheiratet und lebt in Enneberg in Südtirol.

## Werke
- Lichtschur, Lyrik, Skarabaeus Verlag, Innsbruck 2005
- An Riffen des Lichts, Lyrik, Edition Thanhäuser, Ottensheim an der Donau 2001
- Schärfe die Schatten, Lyrik, Skarabaeus, 2010